# Ptychoparia
Ptychoparia (лат.) — вымерший род трилобитов, типовой род семейства Ptychopariidae и отряда Ptychopariida.
Окаменелости различных видов найдены в морских отложениях среднего кембрия (от 513 ± 0,3 до 499 ± 1,7 млн лет назад) Евразии и Северной Америки.

## Описание
Как и у всех Ptychopariidae, дорсальный экзоскелет у Ptychoparia контуром напоминает перевёрнутое яйцо. Центральная приподнятая ось, ограниченная бороздкой, умеренно выпуклая и узкая, в самом широком месте составляет около ⅛ от максимальной ширины головного щита (цефалона). Часть оси в цефалоне, называемая глабеллой, сужается вперёд, спереди округлённо-усечена, несёт на себе пару борозд, не соприкасающихся посередине, и одну сзади, на границе затылочного кольца. Четвёртая пара боковых борозд сильно загибается внутрь, пока не становится параллельной центральной линии. Граница отделяется бороздкой, идущей параллельно краю цефалона, спереди она глубокая. Области за пределами оси почти плоские. Между передней частью глабеллы и каймой находится подобие выпуклого участка щеки, сопоставимого по длине (по средней линии) с затылочным кольцом. У хорошо сохранившихся экземпляров щёки перед глазами украшены очень тонкими гребнями (или полосками), которые, вероятно, являются частями пищеварительной системы (см. Kordule, 2006, p. 283, figure 2.a/f). Глазные валики нитевидные, равномерно изогнутые, простираются от передних углов глабеллы до середины щёчных углов, при этом зрительная поверхность образует крутой угол, имеет форму скобки, параллельной средней линии и ±⅛ от длины цефалона. Как у большинста трилобитов, разделение между внешней свободной щекой (либригеной) и внутренней закреплённой щекой (фиксигеной) является линией (анатомическим швом), по которой экзоскелет распадается для облегчения линьки. Шов всегда следует за внутренней частью зрительной поверхности глаза. У Ptychoparia часть этого шва за глазом доходит до заднего края, непосредственно до внутренней части щёчной ости (гонатопариевый шов), а часть перед глазом разделяется по средней линии. В задних углах цефалона (щёчной ости) есть шипы, которые достигают приблизительно третьего сегмента торакса и сливаются с внешним краем цефалона. Сочлелённый средний отдел туловища (торакс) состоит из 13 (P. striata) или 14 (P. dubinka) сегментов. Хвостовой щит (пигидий) в ширину чуть больше половины ширины цефалона (состояние, называемое микропигом). В пигидиальной оси (рахисе) есть 5 или 6 колец и терминаль и 4-5 рёбер в наружных плевральных отделах. Каймы у пигидия Ptychoparia нет.

## Распространение
Окаменелости найдены в среднекембрийских морских отложениях Чехии, Индии, Мексики, Норвегии, Южной Кореи, Великобритании, Соединённых Штатов (Монтана, Нью-Йорк, Вирджиния и, возможно, Пенсильвания).

### Реклассифицированные виды
Некоторые виды трилобитов, изначально отнесённые к Ptychoparia, позднее позднее были включены в другие роды.
- P. annio = Angusteva annio
- P. attleborensis = Hebediscus attleborensis
- P. batia = Chuangia batia
- P. breviceps = Oligometopus breviceps
- P. carolinensis = Etheridgaspis carolinensis
- P. enantiopa = Enantiaspis enantiopa
- P. fitchi = Hamptonella fitchi
- P. housensis = Bolaspidella housensis
- P. laeviceps = Asaphiscus laeviceps [3]
- P. ligea = Probowmania ligea
- P. linnarssoni = Eldoradia linnarssoni
- P. llanoensis = Orygmaspis llanoensis
- P. matheri = Elvinia roemeri[4]
- P. meglitzkii = Triangulaspis meglitzkii
- P. metra = Meteoraspis metra
- P. mutica = Mikaparia mutica[2]
- P. occidentalis = Elrathia occidentalis[5]
- P. oweni = Modocia nevadensis[5]
- P. panope = Deadwoodia panope
- P. pernasutus = Dokimocephalus pernasutus
- P. pero = Wilbernia pero
- P. pia = Piaziella pia
- P. piochensis = Alokistocare piochensis[5]
- P. prospectensis = Eldoradia prospectensis[5]
- P. roemeri = Elvinia roemeri[4]
- P. rogersi = Braintreella rogersi
- P. similis = Iddingsia similis
- P. spinifera = Annamitia spinifera
- P. suada = Dellea wilbernsensis
- P. subcoronatus = Alokistocare subcoronatum[5]
- P. titiana = Inouyops titiana
- P. theano = Emmrichella theano
- P. toxeus = Solenoparia toxeus
- P. urania = Burnetiella urania
- P. unisulcata = Elvinia roemeri[4]
- P. yunnanensis = Yunnanocephalus yunnanensis